# Béatrice Abollivier
Béatrice Abollivier est une haute fonctionnaire et femme politique française, née le 10 février 1954 à Plouescat (Finistère).
Elle est aussi présidente-fondatrice d'un ensemble d'associations gestionnaires de crèches innovantes.

## Biographie

### Origines
Béatrice Marie Bénédicte Abollivier est née le 10 février 1954 à Plouescat,. Elle est la fille d'Yves Abollivier, maître principal infirmier de la marine nationale et de Marie-Yvonne Nédélec,.

### Formation
Après sa scolarité au lycée La-Bruyère - Sainte-Isabelle à Paris, elle est étudiante aux universités Paris-Dauphine, Panthéon-Assas et Paris-Nanterre, où elle obtient une licence en sciences économiques, une maîtrise de droit public et un diplôme d'études approfondies (DEA) de droit public.

### Début de carrière et activité politique
Béatrice Abollivier débute en 1977 à l’âge de 23 ans dans la vie publique comme attachée au cabinet de Jacques Dominati, secrétaire d'État auprès du Premier ministre (Raymond Barre), chargé des Rapatriés puis de la Fonction publique. Ensuite elle devient assistante parlementaire à l'Assemblée nationale, où elle travaille de 1979 à 1986 pour le député de la Meuse Gérard Longuet (1979-1981) et le député de l'Ain Charles Millon, tous deux futurs ministres. En 1983, à l’âge de 29 ans, elle est élue pour la première fois conseillère d'arrondissement de Paris pour l'UDF. Elle est maire adjointe, chargée de la culture, du 14e arrondissement de Paris (maire : Lionel Assouad) de 1983 à 1995. 
Quand la municipalité vote pour une crèche, mais que ce vote semble rester sans suite, Béatrice Abollivier décide d'agir elle-même et crée en 1988 une association gestionnaire de crèches innovantes « Bout'Chou » dont elle va être la présidente bénévole le long de sa carrière. Béatrice Abollivier est également la présidente-fondatrice de  l'association « La Maison enchantée ». Ces deux associations gestionnaires de crèches innovantes pour des enfants de moins de 4 ans se sont développées à Paris (où elles ont leur siège — six établissements fin 2009) et dans toute la France, tant en métropole qu'outre-mer,,,.
Fin 2012, Béatrice Abollivier est la présidente d'un ensemble de plus d'une centaine d'associations Bout'Chou.

### Parcours professionnel
En 1986, Béatrice Abollivier est nommée au cabinet du ministre délégué aux Collectivités locales Yves Galland (second gouvernement Chirac) en tant que conseillère technique chargée du Parlement, des élus et des associations d’élus. 
Après le changement de gouvernement, elle est pendant quelque temps (1988-1989) directrice commerciale dans une agence de communication, mais elle reprend en 1989 une fonction dans la vie publique en tant qu'assistante parlementaire au Parlement européen, d'abord pour son ancien ministre Yves Galland, devenu en 1989 vice-président du Parlement européen, ensuite pour le groupe libéral et cela jusqu'à 1992. 
Elle prépare ensuite le troisième concours d’entrée à l’ENA, concours fraîchement institué par la loi no 90-8 du 2 janvier 1990 pour ceux qui ont une expérience professionnelle d'au moins huit ans. Elle suit les cours de l'ENA au sein de la promotion René Char (1993-1995). Elle pense avoir réussi à casser le plafond de verre qui persiste à exister à l'ENA. 
Après l'ENA, sa première affectation d'administrateur civil est en mars 1995 au ministère de l'Intérieur et de l'Aménagement du territoire (ministres : Charles Pasqua, puis Jean-Louis Debré) où elle devient conseillère auprès du directeur des libertés publiques et des affaires juridiques (DLPAJ) Jean-Paul Faugère, puis Jean-Marie Delarue. En 1998 (ministre : Jean-Pierre Chevènement) elle devient, auprès de Jean-Marie Delarue, chef du bureau des étrangers relevant du régime général et du droit communautaire (DLPAJ), où elle représente la France dans les instances de l’espace Schengen et de l’Union européenne qui traitaient les problèmes d’immigration. Elle s'occupait entre autres de la régularisation massive d’étrangers et l'accueil des réfugiés Kosovars et elle a contribué à élaborer le dispositif d’asile territorial,. C'est elle qui a fait ouvrir en septembre 1999 le Centre d'hébergement et d'accueil d'urgence humanitaire de Sangatte pour les réfugiés de Kosovo. Le gestionnaire du centre devant être la Croix-Rouge française, Béatrice Abolliver prend sa "mobilité statutaire" auprès de la Croix-Rouge française, le 6 septembre 1999. « Un gros challenge. On ne vient pas à la Croix-Rouge par hasard. J'ai toujours eu des engagements associatifs très forts. ». C'est aussi elle qui, devenue entre-temps secrétaire générale de la Croix Rouge, ferme le centre de Sangatte en 2003 et qui s'occupe de la zone d'attente pour personnes en instance (ZAPI) de l'aéroport de Paris-Charles-de-Gaulle.
Elle reste à la Croix-Rouge jusqu'à 2005, où elle organise la numérisation ainsi que la rénovation de la convention collective pour les 17 000 employées et vers la fin de son affectation, en 2004, à la demande du président de la Croix Rouge, le professeur Marc Gentilini, elle gère le projet de déménagement du siège vers les bâtiments de l’ancien hôpital Broussais à Paris.
De retour au ministère de l'Intérieur (Nicolas Sarkozy) en septembre 2005, elle est en novembre chargée de mission, auprès du sous-directeur de la gestion des risques à la direction de la défense et de la sécurité civiles, pour la prévention de la pandémie de grippe aviaire. À la suite de cela, elle est en avril 2006 nommée chargée de mission auprès du ministre de l'Agriculture et de la Pêche Dominique Bussereau (gouvernement Dominique de Villepin), chargée des relations avec les administrations et préfectures dans le cadre des mesures prises contre la grippe aviaire. 
Entre-temps, elle est élue en 1995 et réélue en 2001  conseillère du 18e arrondissement de Paris pour l'opposition. En 2007, lorsqu'elle est nommée préfète, elle envoie sa démission de conseillère au maire Daniel Vaillant avec les mots : « Vous ne me prendrez jamais en défaut sur le plan de l'impartialité. Oui je suis marquée politiquement… »,.

### Préfète
Pour sa première affectation territoriale, en 2007, Béatrice Abollivier est nommée directement préfète sans passer par les échelons habituels de secrétaire générale de préfecture ou de sous-préfète. Elle est successivement préfète des Alpes-de-Haute-Provence (31 janvier 2007), préfète de la Dordogne (12 novembre 2008), préfète de la Charente-Maritime (15 juin 2011) , préfète de Maine-et-Loire (30 septembre 2015) et préfète de Seine-et-Marne (12 juillet 2017). Chaque fois, sauf en Seine-et-Marne, elle est la première femme nommée préfète du département concerné. En 2012, elle fait partie de la douzaine de préfètes femmes que compte la France.

#### Dordogne
Préfète de la Dordogne, elle se fait remarquer par la réorganisation des communautés de communes de la Dordogne, tout de suite après l'acceptation de la loi no 2010-1563 du 16 décembre 2010. Elle prépare ainsi la réduction du nombre d'intercommunalités de 53 à 26, réalisé par son successeur Jacques Billant.
Selon une journaliste, sa carte d'intercommunalités est « territorialement cohérente mais politiquement explosive ». L'acceptation ne se passe pas sans quelques heurts préalables, avec notamment une pétition de maires contre sa réforme. Elle est alors qualifiée de « monomaniaque de l’intercommunalité »,.

#### Charente-Maritime
Nommée le 15 juin 2011 préfète en Charente-Maritime, Béatrice Abollivier y retrouve son ancien ministre Dominique Bussereau, qui venait d'être réélu (mars 2011) député et président du conseil départemental. 
Fin février 2010 la côte atlantique française a été frappée, ravagée par la Tempête Xynthia, et le plus gros dossier de la préfète de Charente-Maritime est formé par l'après-Xynthia. Au départ, elle dresse un bilan des dossiers, et fait organiser une Conférence internationale sur Les submersions marines, la réponse opérationnelle à La Rochelle en 2012 qui dessine les grandes lignes de la mise en place d'un système de prévention contre les inondations. Il fallait sortir des conflits entre la gestion des risques naturels et les souhaits d'urbanisation, passant par une multitude de documents à fournir : le tout compliqué par une confusion des compétences entre les différents niveaux d'administration, multiplié en plus par le grand nombre de petites communes concernées : Plan de prévention du risque inondation (PPRI), Plan submersions rapides (PSR) (2011-2015) et Plan de gestion des risques d'inondation (2015) sont des compétences de l'État (lire: la préfète) en dialogue avec les élus, Plan d'action pour la prévention d'inondations (PAPI) et Schéma de cohérence territoriale (SCOT) sont des compétences des intercommunalités, Plan local d'urbanisme, Plan d'occupation du sol, permis de construire et Plan communal de sauvegarde des compétences des communes, mais toujours nécessitant l'approbation du préfet, qui doit tenir compte, en plus des PPPI, de la loi littoral, de la loi sur les espèces protégés, de Natura 2000, compétences de ministères différentes. Selon un rapport du sénat, c'est une « accumulation d'outils de plus en plus illisibles ». Béatrice Abollivier s'est fait fort de diminuer l'illisibilité, de réduire l'arrièré qui existait pour ces documents dans le département et d’accélérer et synchroniser la production de ces documents. Elle s'est formée dans ce dossier d'être la remorqueuse pour les collectivités locales, les informant, les incitant, coopérant avec mais aussi luttant contre les élus, comme c'est manifeste dans le cas de l'Île de Ré, ,,. En 2015, quasiment tous les 98 communes du littoral sont couvertes par un Plan de prévention de risques naturels PPRN approuvé ou en cours d'élaboration.
Sa fermeté à tenir tête aux promoteurs immobiliers sur la côte a été apprécié par les écologistes : « Il n’y a qu’en Charente Maritime où la Préfète Béatrice Abollivier a décidé d’appliquer les mesures, contre l’avis des élus. ». 
Elle s'occupe aussi dans le département de la Charente-Maritime de la fusion des intercommunalités, qu'elle réduit en nombre de 25 en 2012 à 13 en 2014. Elle a réalisé cette réduction en harmonie avec la fusion moins marqué mais plus technique de syndicats intercommunaux (dans le cadre de la « rationalisation » des syndicats), qu'elle avec son équipe a su réduire de 232 en 2012 (184 Syndicats intercommunaux à vocation unique SIVU, 18 Syndicats intercommunaux à vocations multiples SIVOM et 30 syndicats mixtes) à 163 en 2014 (131 SIVU, 17 SIVOM et 25 syndicats mixtes). Parmi les 69 syndicats fusionnés, 30 étaient des syndicats d'eau. Elle a également organisé le redécoupage des cantons.

#### Maine-et-Loire
En septembre 2015, Béatrice Abollivier passe à la préfecture de Maine-et-Loire. Là aussi, elle s'occupe de la réorganisation des Intercommunalités. Le processus de réduction du nombre de 29 à 9 passe ici sans heurts. En accord avec la loi no 2015-292 qui venait d'être adopté le 16 mars 2015 relative à l'amélioration du régime de la commune nouvelle, elle organise en Maine-et-Loire la formation de communes nouvelles, réduisant par fusions le nombre de communes dans le département de 368 à 185 environ, c'est-à-dire près de 20 % de la réduction du nombre des communes en France dans cette période. Dans un rapport du sénat, il est dit que le rôle d'un préfet est souvent décisif pour la réussite des fusions : « Quand certains ont été facilitateurs et bienveillants, d’autres sont restés en retrait. L’influence de la préfète du Maine-et-Loire, Béatrice Abollivier, a ainsi été soulignée ». Les élus jugent son approche « souple et bienveillante ». 

#### Seine-et-Marne
En juillet 2017, Béatrice Abollivier est nommée préfète du département de Seine-et-Marne. Ayant été 23 ans élue elle-même, elle se déclare pendant le 56e Congrès des maires de Seine-et-Marne (septembre 2017) « profondément attachée » au « dialogue avec les élus locaux ». En même temps, elle annonce d'avoir comme mission de réduire à moitié le nombre des communes du département, processus qui est techniquement retardé par les élections municipales françaises de 2020. Elle plaide également pour une réduction forte des intercommunalités et des Syndicats intercommunaux en but de les transformer en organismes fortes, disant que pour cela, « les élus devront se prendre en mains ». Par exemple, pour la création et l'aménagement de terrains pour gens de voyages, les intercommunalités de Seine-et-Marne ont un grand retard par rapport au schéma départemental d’accueil. En septembre 2018, la préfète annonce la création du Groupement d’intérêt public (GIP) « accueil des gens du voyage » qui a pour objectif principal d’accompagner (c'est-à-dire guider et motiver les élus à agir) les communes et les intercommunalités dans l’application de ce schéma départemental,. L'outil choisi pour les intercommunalités est l'insertion obligatoire, dans le schéma départemental, de nouveaux types d’accueil pour les nomades : de terrains familiaux, aménagés à l’image de lotissements.
Sensibilisée depuis Xynthia à la Gestion des milieux aquatiques et prévention des inondations, et poussée par les inondations de 2016 et 2018 en Seine-et Marne, elle travaille à « réduire le mille-feuille » aussi pour les bassins d'eau par la création des Établissements Publics d'Aménagement et de Gestion des Eaux (EPAGE) du Bassin du Loing (1er janvier 2019), de Yerres (2019 en projet) et du Grand Morin (2019 en projet), .
Le 15 janvier 2020, Béatrice Abollivier est remplacée par Thierry Coudert . Elle est vice-présidente du jury des concours d’entrée à l’École nationale d’administration pour la session 2020.

### Vie familiale
Béatrice Abollivier se marie en septembre 1990 au député Éric Raoult dont elle divorce au début des années 2000. Elle a une fille d'une autre union.

## Récompenses et distinctions

### Décorations
- Commandeur de la Légion d'honneur en 2022[62] (officier en 2011, chevalier en 2002[63]).
- Commandeur de l'ordre national du Mérite en  2018[64] (officier en 2008[65]).
- Chevalier de l'ordre du Mérite agricole (2007)[66]
- Chevalier de l'ordre du Mérite maritime en 2017[67].